# قائمة الوفيات على جدار برلين

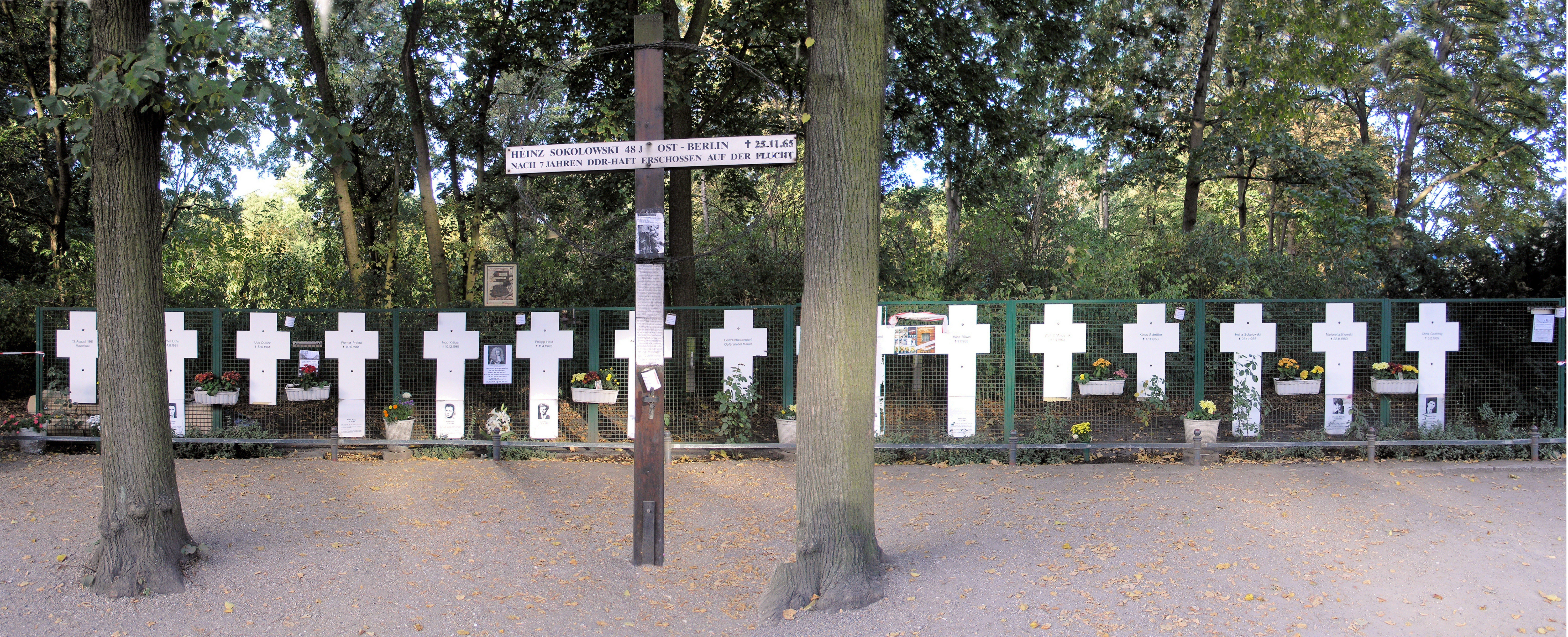
واحد من العديد من النصب التذكارية لأولئك الذين لقوا حتفهم على جدار برلين

كان هناك العديد من الوفيات على جدار برلين، الذي كان يقف حاجزًا بين برلين الغربية وبرلين الشرقية من 13 أغسطس 1961 حتى 9 نوفمبر 1989. قبل وضع جدار برلين في عام 1961، تحايل 3.5 مليون من الألمان الشرقيين على القيود المفروضة على الهجرة من الكتلة الشرقية، وكثير منهم عبروا الحدود من برلين الشرقية إلى برلين الغربية، حيث يمكنهم بعد ذلك السفر إلى ألمانيا الغربية ودول أخرى في أوروبا الغربية. بين عامي 1961 و 1989، منع الجدار كل هذه الهجرات تقريبًا.
أودت محاولات الهرب بحياة مجموعة واسعة من الناس، من طفل صغير غلى شخص يتجاوز عمره 80 عامًا، وتوفي الكثيرون بسبب أعمال عرضية أو غير قانونية قام بها الحراس. في العديد من القضايا القانونية خلال التسعينيات، أُدين العديد من حرس الحدود، إلى جانب المسؤولين السياسيين المسؤولين عن سياسات الدفاع، بالقتل الخطأ وقضوا تحت المراقبة أو سجنوا بسبب دورهم في وفيات على حائط برلين. من بين عدد يقدر بـ 5000 شخص هربوا، مات 239 شخصًا أثناء محاولتهم عبور جدار برلين.   [بحاجة لمصدر]

## خلفية تاريخية

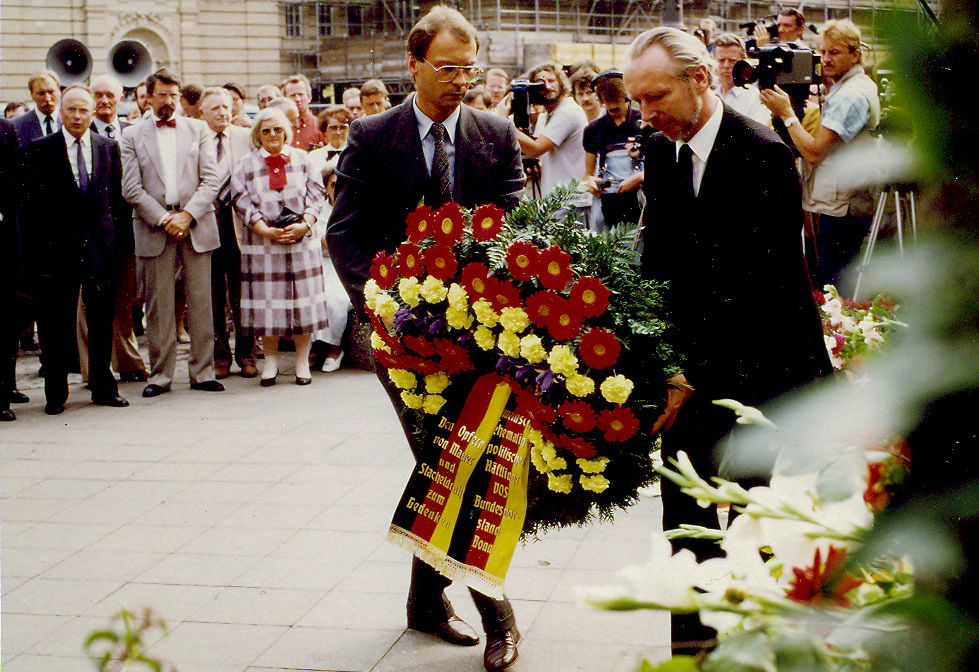
إكليل من الزهور في الذكرى الخامسة والعشرين لجدار برلين في عام 1986.

بعد الحرب العالمية الثانية، تم تقسيم برلين إلى أربعة قطاعات يسيطر عليها الحلفاء: الولايات المتحدة والاتحاد السوفيتي والمملكة المتحدة وفرنسا. يمكن استخدام حدود القطاع داخل المدينة عمومًا بحرية للمرور من جمهورية ألمانيا الديمقراطية، حتى بعد إغلاق الحدود بين جمهورية ألمانيا الاتحادية وجمهورية ألمانيا الديمقراطية بشكل مستمر، بدءًا من عام 1952. كما تم إغلاق الحدود الخارجية لبرلين الغربية، والتي كانت أيضًا الحدود بين برلين الغربية وجمهورية ألمانيا الديمقراطية، في عام 1952. في ليلة 12 إلى 13 أغسطس 1961، أغلق كل من الجيش الشعبي الوطني وشرطة الحدود الألمانية وفولكسبوليزي والمجموعات القتالية من الطبقة العاملة جميع الممرات بين القطاع السوفيتي والقطاعات الغربية الثلاثة؛ بدأ بناء مرافق حماية الحدود.
خلال السنوات الأولى، كانت التحصينات الحدودية داخل المدينة تتكون في معظمها من جدران من الطوب مع رأس مصنوع من الأسلاك الشائكة. تم استخدام الطوب والبلاط الطينى للبناء. حواجز أخرى من الأسلاك الشائكة والجدران العلوية حددت الشرق في بعض الأماكن، مثل بيرناور شتراسه، شكلت المباني المبنية بالطوب الحد الفاصل. كانت المباني تقع على أراضي برلين الشرقية، في حين أن الرصيف أمام المنازل يعود إلى برلين الغربية. في العديد من الأماكن، تتألف منشآت الأمان للحلقة الخارجية لبرلين من الأسوار المعدنية وحواجز الأسلاك الشائكة. حدثت الترقية المتقدمة تقنياً في وقت لاحق وفي عام 1975 فقط تمت إضافة قطاعات خرسانية على شكل حرف L كانت معروفة منذ سقوط الجدار.

## تحديد عدد القتلى

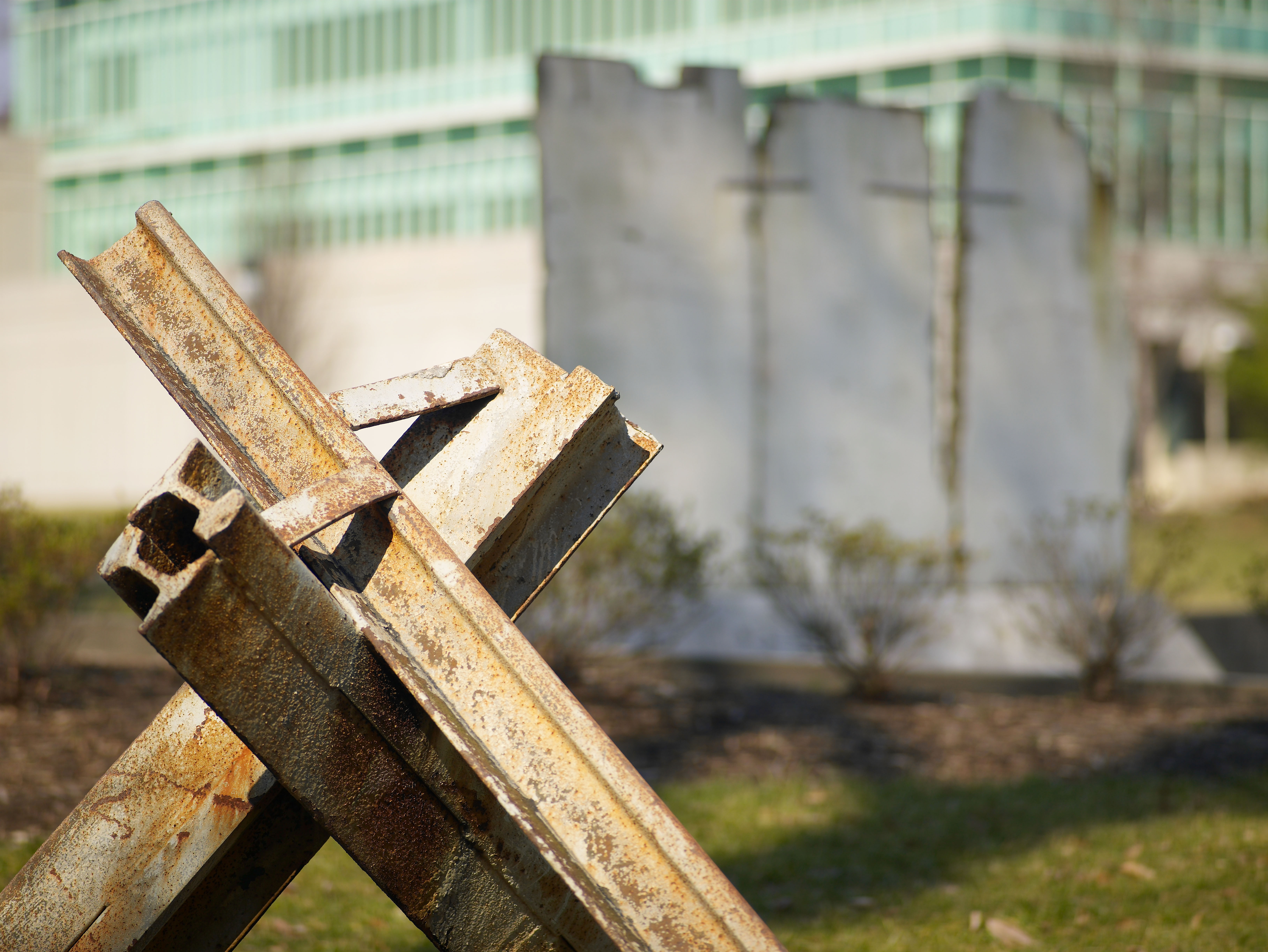
النصب التذكاري لجدار برلين مع جزء من الجدار الخرساني في الخلفية

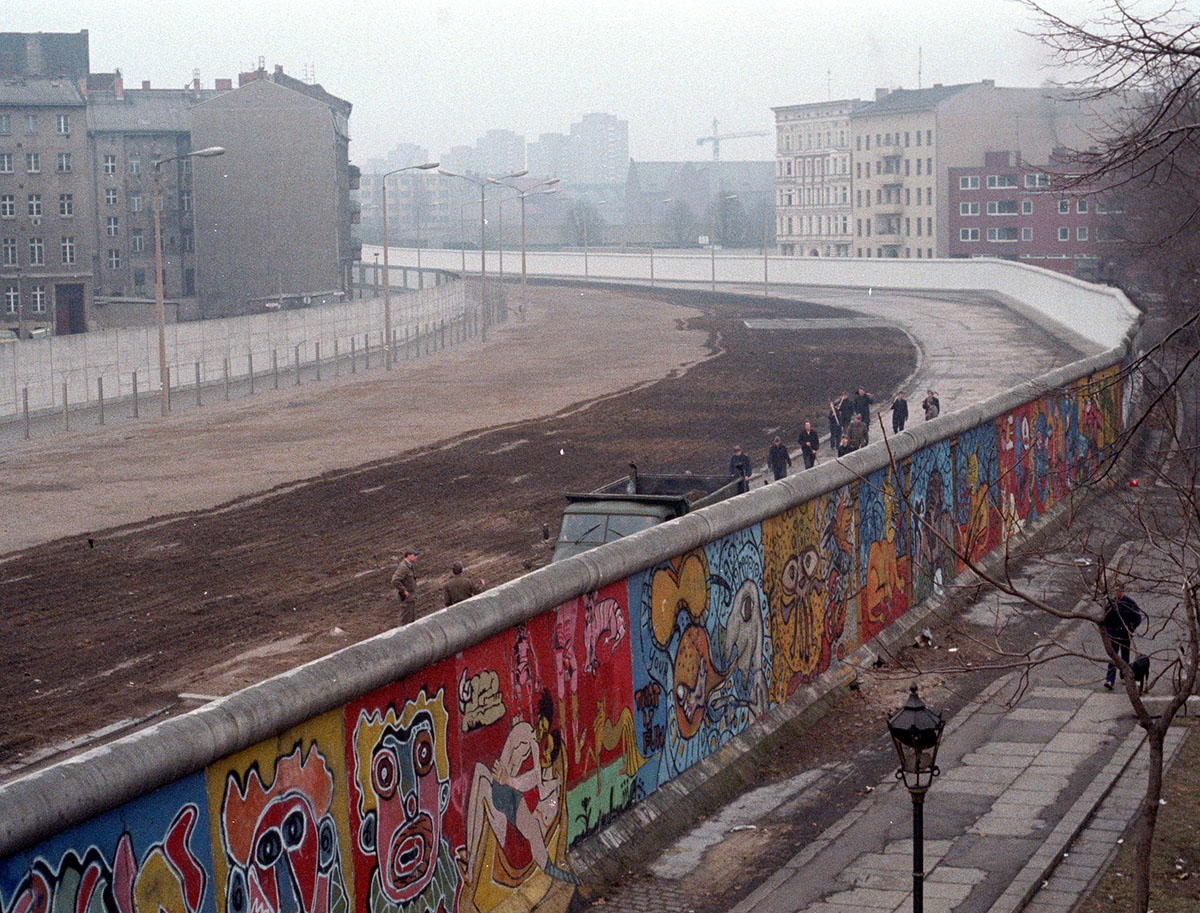
قسم من جدار برلين عام 1986

إن تحديد الوفيات المنسوبة على وجه التحديد لجدار برلين ليس بالأمر السهل. على الرغم من أن الألمان الشرقيين كانوا على دراية بالوفيات على الجدار من البث الإعلامي لألمانيا الغربية التي تمكنوا من تلقيها، إلا أن سلطات ألمانيا الشرقية كانت تحتفظ بمعلومات موثوقة عن كثب. احتفظ عدد من المؤسسات الألمانية الغربية المختلفة بسجلاتها الخاصة. ومن بين هؤلاء شرطة برلين الغربية، والسجل المركزي للإدارة القضائية للدولة في زالتسغيتر (التي تتبعت جميع الوفيات على الحدود) وArbeitsgruppe 13 أغسطس (مجموعة العمل 13 أغسطس)، وهي جمعية في برلين الغربية. ضمن اختصاص شرطة غرب برلين، كانت وزارة أمن الدولة مسؤولة عن تسجيل الحوادث المعروفة. تميز السجلات بين الأفراد الذين ماتوا عند الحدود الخارجية لبرلين الغربية (80 حادثًا)، والحوادث غير الواضحة (مع 5 من ضحايا الجدار المحتملين) وحرس الحدود الذين أُصيبوا بالرصاص. تم أيضًا منح السجل المركزي للإدارات القضائية الحكومية في زالتسغيتر تفويضًا لجمع الأدلة على القتل الفعلي أو محاولة القتل في ألمانيا الشرقية. في عام 1991، نشرت «سالزجيتر ريبورت» بأسماء 78 ضحية. ومع ذلك، نظرًا لعدم تمكن وكالة التسجيل من الوصول إلى محفوظات GDR، فقد اعتبرت البيانات غير مكتملة. أدرجت كلتا الوكالتين بشكل أساسي الحوادث التي كان يمكن ملاحظتها من غرب برلين أو تم الإبلاغ عنها من قبل الهاربين أو دوريات الحدود الذين غادروا ألمانيا الشرقية.
بعد سقوط الجدار، بدأت تحقيقات جنائية في عمليات القتل على الحدود من قبل وكالة التحقيق في الجرائم الحكومية والجرائم (ZERV) ومكتب المدعي العام في برلين. استخدمت كل من هذه المؤسسات معايير مختلفة لحساب الوفيات. في عام 2000، قارنت ZERV البيانات من مكتب التسجيل المركزي في Salzgitter بالنتائج في محفوظات GDR وقدم ما مجموعه 122 حالة من القتل المستهدف من قبل أجهزة الدولة في GDR على الحدود مع برلين الغربية. كانت هذه القائمة بمثابة تحقيق مسبق لإدارات النيابة العامة في برلين ونيوروبين والتي بدورها أعطت الاهتمام للمعالجة القانونية. سجل سجل Salzgitter الحوادث التي تم فيها تبرير "الاشتباه في ارتكاب عمل إجرامي"، في حين أن Arbeitsgruppe 13 أغسطسالذي تديره ألكساندرا هيلدبراندت، أرملة المؤسس راينر هيلدبراندت الضحايا الذين لقوا حتفهم بسبب هروبهم و / أو نظام الحدود "، بما في ذلك الوفيات الناجمة عن الحوادث أو الغرق، أو مقتل جنود الحدود ورجال الشرطة في حوادث انتحار أو بالأسلحة النارية. هذا أعطاهم 235 حالة وفاة مقارنة بعدد أقل بكثير من 78 حالة وفقا لسجل سالزجيتر.
يتم عرض النتائج، التي وصفها فريق العمل بأنها «مؤقتة»، بشكل منتظم في المؤتمرات الصحفية في 13 أغسطس. تتم مراجعة القائمة باستمرار مع إدراج حالات جديدة والتخلي عن الحالات القديمة. يقدر متحف نقطة تفتيش تشارلي 245 حالة وفاة، على الرغم من أن هذا يشمل الانتحار من قبل حرس الحدود والجثث الموجودة في الماء حتى عندما لم يكن هناك رابط واضح لهم كهروب. يذكرون أيضًا أن أول شخص يموت في الجدار كان في الواقع ضابطًا ألمانيًا شرقيًا انتحر.

## المعايير
كل لجنة تحقيق لديها معاييرها الخاصة التي يمكن أن تحسب الحالات كضحايا الجدار. ركزت تحقيقات ZERV على ذنب قانوني عملي، في حين أن ZZF وArbeitsgemeinschaft 13. وضعت أغسطس معاييرهم الخاصة التي تجاوزت الذنب القانوني البحت. تشترط معايير ZZF أن يكون لدى الضحية خلفية لمحاولة ارب أو أن يكون له اتصال زمني ومكاني بنظام الحدود. تم تطوير خمس مجموعات من الحالات التي تم فحصها:
- الهاربون الذين أطلق النار عليهم وقتلوا أو أصيبوا بجروح قاتلة على أيدي قوات الأمن الألمانية الشرقية أثناء محاولتهم عبور الجدار؛
- الهاربون الذين ماتوا أثناء محاولتهم عبور الجدار، أو الذين انتحروا عندما فشلت محاولتهم، أو الذين عانوا من إصابات قاتلة أثناء محاولتهم؛
- أشخاص من الشرق والغرب أطلق النار عليهم أو أصيبو بجروح قاتلة على أيدي قوات الأمن الألمانية الشرقية؛
- أشخاص من الشرق والغرب لقوا حتفهم أو أصيبوا بجروح قاتلة نتيجة لأفعال أو تقاعس قوات الأمن الألمانية الشرقية؛
- أفراد من قوات الحدود الألمانية الشرقية الذين قتلوا أو أصيبوا بجروح قاتلة أثناء تأديتهم لواجبهم.[7]

ومع ذلك، لم يكتمل بعد إجراء تحقيق شامل في جميع حالات الوفاة الطبيعية. اختفى ثلث جميع ملفات شرطة النقل، والتقارير السنوية الكاملة للسبعينيات مفقودة. إن تحليل السجلات اليومية لحرس الحدود ودراسة الأنشطة في المناطق التي كانت خاضعة للمراقبة ربما يكون قد قدم بديلاً ولكن لا يمكن تحقيقه بسبب مشاكل مالية. وهناك 16 حالة غرق أخرى لا يمكن ربطها بشكل نهائي بالجدار. توفي العديد من المسافرين الآخرين من شرق وغرب ألمانيا وتشيكوسلوفاكيا مباشرة قبل أو أثناء أو بعد المرور عبر نقاط التفتيش في برلين، مع رقم منشور من 251 حالة وفاة: معظمهم كان نتيجة لسكتة قلبية.

## الوفيات الأولى والأخيرة
عندما كانت برلين مدينة مقسمة، كان حائط برلين يمتد على طول شارع Bernauer Straße. الشارع نفسه مملوك للقطاع الفرنسي في برلين الغربية وسلطات ألمانيا الشرقية أعلنت أنه يجب تشديد النوافذ والأبواب التي أدت إلى شارع بيرناور. في الصباح الباكر من 22 أغسطس 1961، كانت إيدا سيكمان أول ضحية من 98 شخصًا يموتون أثناء محاولتهم الهرب. كانت تعيش في الطابق الرابع، وألقيت الفراش وبعض الممتلكات في الشارع، وقفزت من نافذة شقتها. سقطت على الرصيف وأصيبت بجروح خطيرة، وماتت بعد ذلك بوقت قصير في طريقها إلى مستشفى لازاروس. في 8 مارس 1989، أصبح وينفريد فرويدنبرغ آخر شخص يموت في محاولة للهروب من ألمانيا الشرقية إلى برلين الغربية عبر جدار برلين عن طريق السقوط من منطاد.

### الوفيات حسب السنة
| Year | Number of deaths |
| ---- | ---------------- |
| 1960 | 0                |
| 1961 | 12               |
| 1962 | 22               |
| 1963 | 10               |
| 1964 | 10               |
| 1965 | 12               |
| 1966 | 12               |
| 1967 | 2                |
| 1968 | 7                |
| 1969 | 3                |

| Year | Number of deaths |
| ---- | ---------------- |
| 1970 | 9                |
| 1971 | 4                |
| 1972 | 4                |
| 1973 | 5                |
| 1974 | 4                |
| 1975 | 4                |
| 1976 | 0                |
| 1977 | 2                |
| 1978 | 0                |
| 1979 | 1                |

| Year | Number of deaths |
| ---- | ---------------- |
| 1980 | 2                |
| 1981 | 4                |
| 1982 | 1                |
| 1983 | 1                |
| 1984 | 1                |
| 1985 | 0                |
| 1986 | 4                |
| 1987 | 1                |
| 1988 | 0                |
| 1989 | 3                |

### الوفيات حسب السكان الديموغرافية
| Range   | Number of deaths |
| ------- | ---------------- |
| 80+     | 1                |
| 70–79   | 0                |
| 60–69   | 3                |
| 50–59   | 2                |
| 40–49   | 7                |
| 30–39   | 18               |
| 20–29   | 76               |
| 10–19   | 26               |
| 0–9     | 6                |
| Unknown | 1                |

|        | Number of deaths |
| ------ | ---------------- |
| Male   | 132              |
| Female | 8                |

## قضايا
تم التحقيق في العديد من المتورطين في عمليات القتل على جدار برلين في عدد من الإجراءات القانونية. حققت المحاكمات في حرس الحدود وكبار المسؤولين السياسيين عن مسؤوليتهم عن عمليات القتل، التي يعتقد أن بعضها غير قانوني.

## وفيات

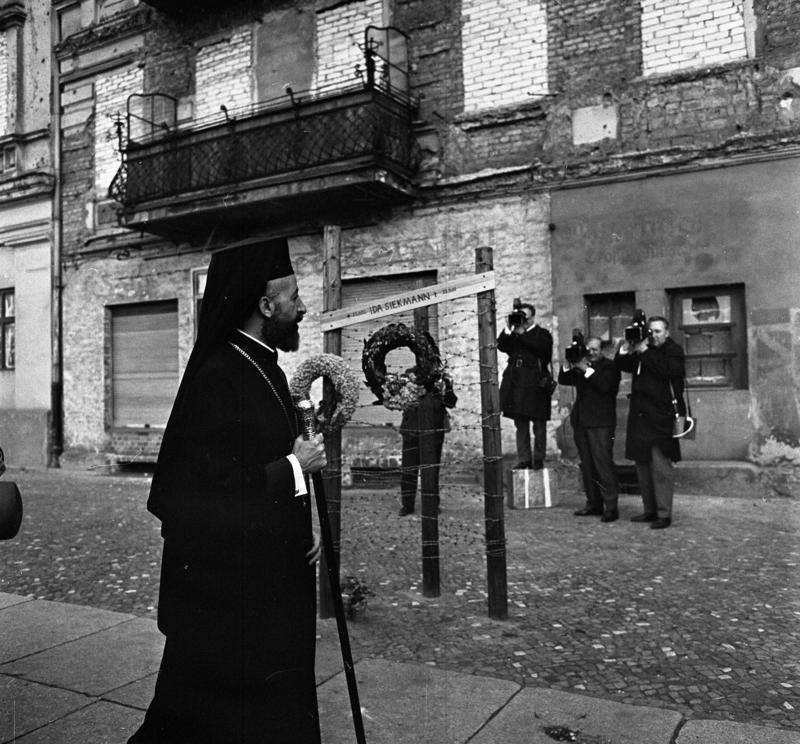
النصب التذكاري لإيدا سيكمان

حدد مركز التاريخ المعاصر وموقع جدار برلين التذكاري ومركز الوثائق 136 شخصًا ماتوا على جدار برلين. قاموا بتفصيل الحدث المحيط بكل وفاة، مع ذكر دور الشخص حيثما أمكن ذلك. هذا مدرج هنا على النحو التالي:
- الهارب - الشخص الذي كان لديه علامات واضحة على محاولة الفرار
- لا نية - الشخص الذي لم يظهر أي نية واضحة لعبور الحدود
- الحرس - حارس الحدود في الخدمة
- الانتحار - الشخص الذي اقترب من الحراس بقصد القتل

ملحوظة: حدثت بعض الوفيات بعد أيام أو حتى سنوات من وقوع الحدث على جدار برلين، حيث مات جميع الضحايا في المستشفى فيما بعد.